# Ukazatel směru (silniční vozidla)

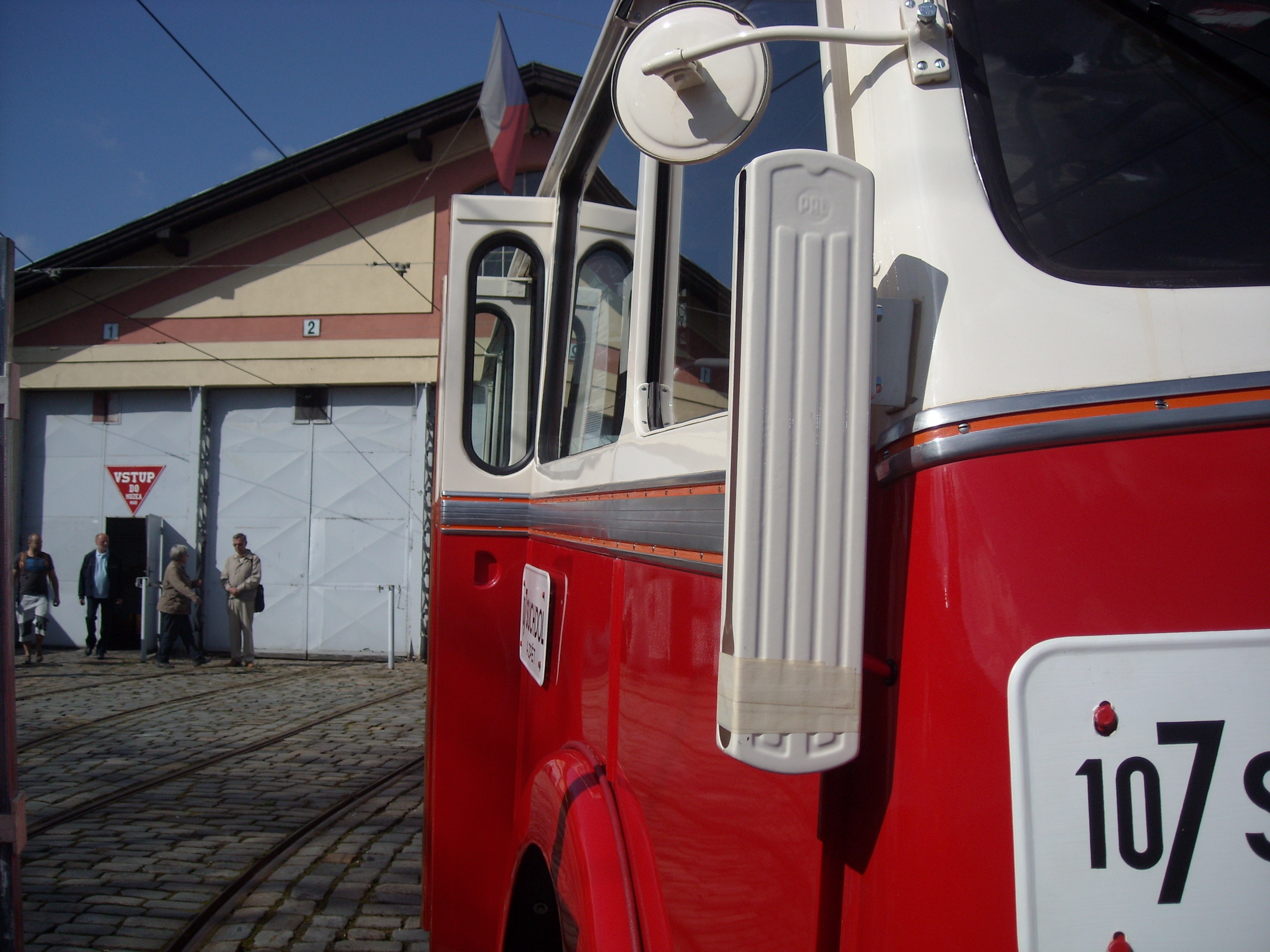
Mechanická směrovka (trafikátor) na autobuse Škoda 706 RO

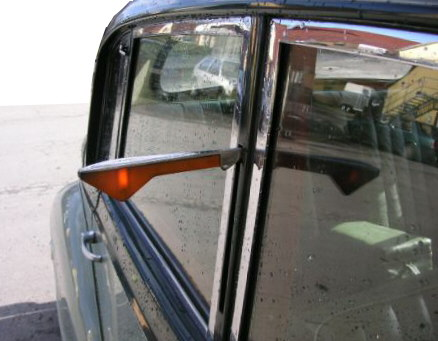
Výklopná světelná směrovka (trafikátor) na automobilu značky Armstrong Siddeley z roku 1954

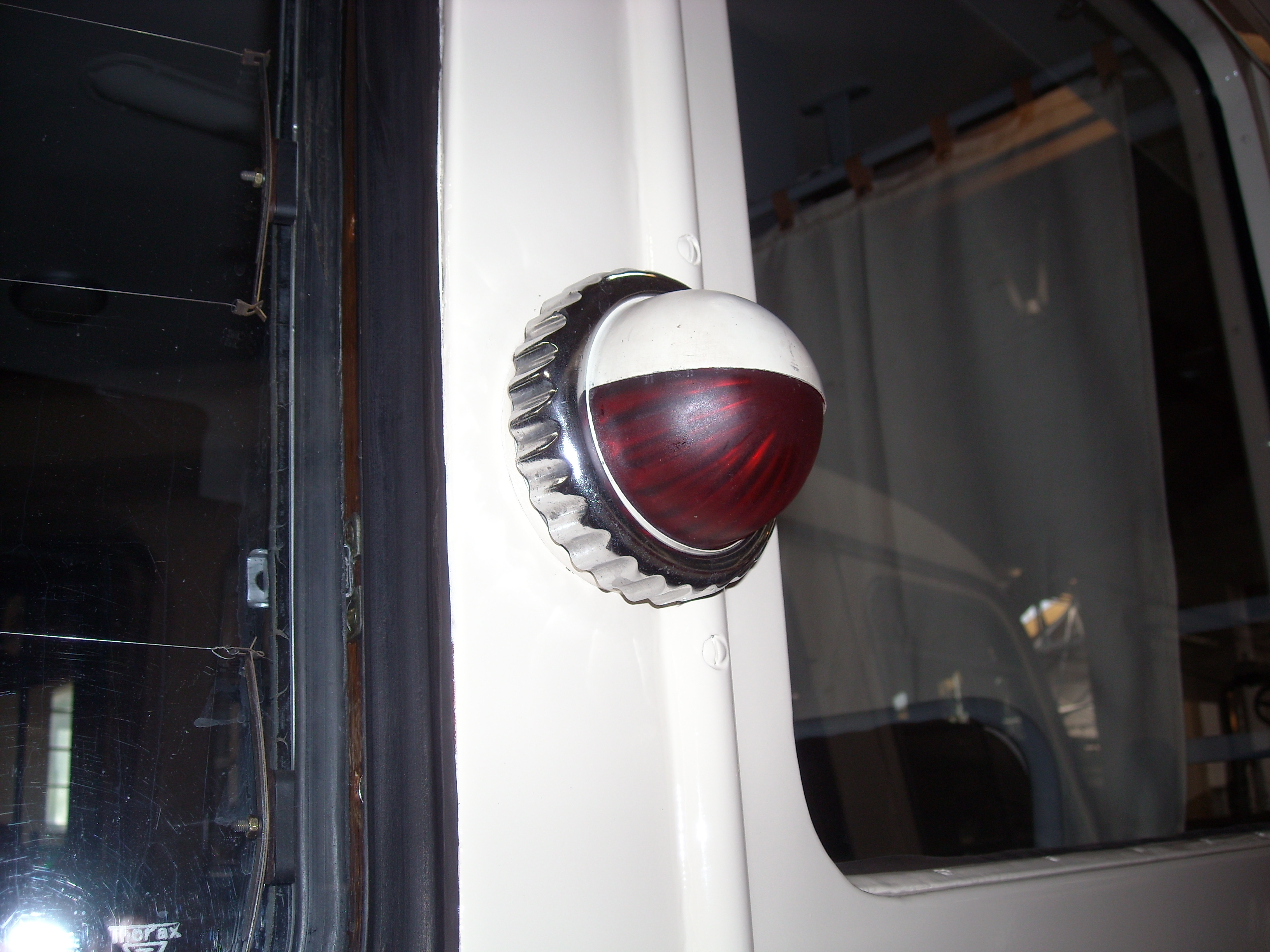
Světelná směrovka na trolejbusu Tatra T 400

Ukazatel směru je na silničních vozidlech zařízení, kterým se dává znamení o změně směru jízdy. Původně se používaly sklápěcí mechanické směrovky, v moderní době se používají svítilny vydávající přerušované oranžové světlo a umístěné zejména u rohů vozidel, případně též na bočních stranách vozidel, na zadní straně zpětných zrcátek atd. Blikací světelné ukazatele směru se nazývají směrová světla, lidově blinkry. 

## Historie
Mezi nejstaršími doklady myšlenky ukazatele směru na vozidlech je patent USA, který podle evidence podal 31. prosince 1907 vynálezce Percy Seymour Douglas-Hamilton.
Jako vynálezce směrovek je v českých médiích uváděn Jan Hanuš z Olomouce, jehož patenty zde začátkem 21. století popularizoval jeho bratr Mojmír Hanuš. V roce 1922, kdy provoz automobilů byl ještě zanedbatelný, Jan Hanuš navrhl a zkonstruoval šipku, která se koženými řemínky připevnila na pravou stranu jízdního kola a před odbočením ukazovala směr. Hledal pro ni nejvhodnější tvary, materiály i barvu, až ji nakonec odlil z kovu a natřel ji bíle a červeně. Dne 9. listopadu 1922 si ji nechal patentovat. Prototyp na jízdním kole vyzkoušel na dvoře hanáckého pivovaru v Olomouci-Holici, čp. 158.
V roce 1927 přišel Jan Hanuš s dalším patentem: elektricky nebo acetylénem prosvětlená lampa se měla umisťovat po pravé ruce řidiče na motocyklu či na autě. Prototyp vyrobil podle Hanušova návrhu olomoucký zámečník Antonín Joun, který sídlil v Přerovské ulici číslo 5. Na výrobu světelných směrovek však vynálezce Hanuš neměl peníze. Nabídl jej automobilce v Kopřivnici, ta jej však odmítla jako zbytečný s tím, že když bude řidič chtít ukázat směr, vystrčí z auta ruku.
Později se v českých zemích místo Hanušova vynálezu ujaly německé patenty. Používání ukazatelů změny směru jízdy v českých zemích nařídil až zákon z roku 1939.
U některých vozidel jsou směrová světla součástí sdružené svítilny (sdružené lampy), zejména s koncovými, brzdovými, případně zpětnými světly a zadními odrazovými světly, případně s předními světlomety.

## Technické požadavky
Jednotná ustanovení pro schválení typu směrových svítilen motorových vozidel a jejich přípojných vozidel jsou v příloze č. 5 české vyhlášky 341/2014 Sb., kterou se provádí zákon č. 56/2001 Sb., o podmínkách provozu vozidel na pozemních komunikacích, jmenovaná jako 6. příloha Dohody o přijetí jednotných technických pravidel pro kolová vozidla, zařízení a části, které se mohou montovat a/nebo užívat na kolových vozidlech a o podmínkách pro vzájemné uznávání schválení udělených na základě těchto pravidel, uzavřené v Ženevě dne 20. března 1958, ve znění Dohody z 16. října 1995. Jednotná ustanovení pro homologaci předních obrysových svítilen, zadních obrysových svítilen, brzdových svítilen, směrovek a osvětlení zadní registrační tabulky pro mopedy, motocykly a takto posuzovaná vozidla jsou uvedena tamtéž jako 50. příloha ženevské dohody. 
Příloha č. 12 k vyhlášce č. 341/2014 Sb. (Technické požadavky na konstrukci a stav výbavy) zmiňuje pod písmenem D) bod 5, že vozidla, která nejsou vybavena vlastním vnějším světelným zařízením, tedy pracovní stroje apod., musí být pro provoz na pozemních komunikacích vybavena soupravou přenosných světelných zařízení - obrysová, brzdová a směrová světla, která splňují požadavky pro příslušnou kategorii vozidla. U tažených vozidel musí být souprava světelných zařízení opatřena propojovacím kabelem, odpovídající délky, se zástrčkou umožňující propojení s tažným vozidlem. Držáky této soupravy musí být umístěny tak, aby po nasazení soupravy byly splněny požadavky na umístění světelných zařízení na vozidle.
V příloze č. 13 vyhlášky č. 341/2014 Sb. (Technické požadavky na konstrukci vozidel kategorií SS, SN, Z) je v bodu 32 zmíněno, že stroj, jehož šířka je v přepravní poloze podstatně menší než šířka traktoru (nosiče a dodržení požadavků na vzájemnou vzdálenost zadních světelných zařízení by znamenalo zvětšení šířky stroje) může být na zádi vybaven pouze jedním výstražným štítem, jednou odrazkou třídy IIIa, jednou levou svítilnou s obrysovým, brzdovým a směrovým světlem. Podle bodu 80 téže přílohy se na tramvaj vztahují pouze některá ustanovení této vyhlášky, např. požadavky na směrová a brzdová světla.

## Použití
Směrová světla se používají zejména ke dvěma druhům signálů: 
- znamení o změně směru jízdy (blikají směrovky buď pouze na pravé, nebo pouze na levé straně vozidla).
- výstražné světelné zařízení, čímž se v tomto kontextu zpravidla rozumí směrovky blikající na obou stranách vozidla současně. Řidič tento signál dává, je-li nutné upozornit ostatní účastníky provozu na pozemních komunikacích na hrozící nebezpečí, zejména v případech, kdy je nutné náhle snížit rychlost jízdy nebo zastavit vozidlo.

V České republice stanoví pravidla pro užívání znamení o změně směru jízdy § 30 zákona č. 361/2000 Sb., o provozu na pozemních komunikacích. 
Znamení o změně směru jízdy musí řidič dávat při změně směru jízdy, vybočování z něho nebo jestliže to vyžaduje bezpečnost provozu na pozemních komunikacích, případně v dalších případech, kde to stanoví jednotlivá ustanovení pravidel provozu. Znamení o změně směru jízdy musí řidič dávat včas před započetím jízdního úkonu s ohledem na okolnosti provozu na pozemních komunikacích, zejména na řidiče jedoucí za ním a na povahu jízdního úkonu. Znamení o změně směru jízdy dávané směrovými světly ponechá řidič jen do doby ukončení změny směru jízdy, vybočení z něho, nebo pokud vozidlo nezaujme místo v jízdním pruhu, do kterého přejíždí. Znamení o změně směru jízdy paží se dává jen před započetím jízdního úkonu. Při vjíždění na kruhový objezd a jízdě po kruhovém objezdu, nepřejíždí-li z jednoho jízdního pruhu do druhého, řidič nedává znamení o změně směru jízdy; při vyjíždění z kruhového objezdu řidič je povinen dát znamení o změně směru jízdy.
Znamení o změně směru jízdy se dává směrovými světly. Není-li jimi vozidlo vybaveno nebo při jejich poruše se dává znamení upažením. Paží ohnutou v lokti nahoru se dává znamení o změně směru jízdy na opačnou stranu. Vyžadují-li to okolnosti, zejména není-li znamení dávané směrovými světly nebo paží dostatečně viditelné například pro šířku nákladu nebo za snížené viditelnosti, musí se dávat znamení jiným zřetelným způsobem, například způsobilou a náležitě poučenou osobou. Podobným způsobem dává znamení o změně směru jízdy i vedoucí organizovaného útvaru chodců. Jinak smí řidič provést zamýšlený jízdní úkon jen tehdy a takovým způsobem, aby nebyli ohroženi ani omezeni ostatní účastníci provozu na pozemních komunikacích.
Použití a formu tzv. výstražného světelného zařízení specifikují pravidla provozu jen velmi nekonkrétně. V autoškolách se doporučuje použití při prudkém brzdění, překážce na silnici, pomalém popojíždění po frekventované ulici apod., případně při vycouvávání z parkoviště nebo garáže, a při poruše vozidla, které tak samo tvoří překážku provozu. U některých vozidel automatický brzdový asistent zapne tento signál při intenzivním brzdění automaticky.
K dalším účelům jsou směrová světla používána či zneužívána neformálně. 
Tzv. světelné výstražné znamení (pravé i levé blinkry současně) se používá například též jako poděkování řidiči (zejména úspěšně předjetému řidiči nebo řidiči, který například umožnil dotyčnému výjezd ze zastávky nebo vjezd na komunikaci apod.), není-li možné poděkovat gestem či jinak. U vozidel, která tuto funkci nemají nebo ji z nějakého důvodu není možné použít, se používá rychlé přebliknutí mezi pravými a levými blinkry. Přebliknutí levá-pravá-levá nebo všechny blinkry najednou se používají jako poděkování po celé západní Evropě. Výstražná funkce směrovek se používá také jako náhražka výstražného majáku na znamení spěchu, například při projíždění křižovatky na červenou při akutním převozu do nemocnice nesanitním vozidlem.
U tramvají jsou levé blinkry zejména za tmy používány též jako pozdrav mezi protijedoucími řidiči. 
Pravé blinkry se u tramvají neoficiálně používají jako varování při zastavování tramvaje v zastávce bez nástupiště (s nástupem přes vozovku) – toto užití lze zdůvodnit jako znamení o změně směru jízdy dávané podle zákona „jestliže to vyžaduje bezpečnost provozu na pozemních komunikacích“. 
Krátké bliknutí pravým blinkrem se používá jako signál „Předjížděj, spolupracuji (uhýbám, v případě potřeby přibrzdím)“, případně jako doporučení, že předjíždění je možné.

## Fotogalerie

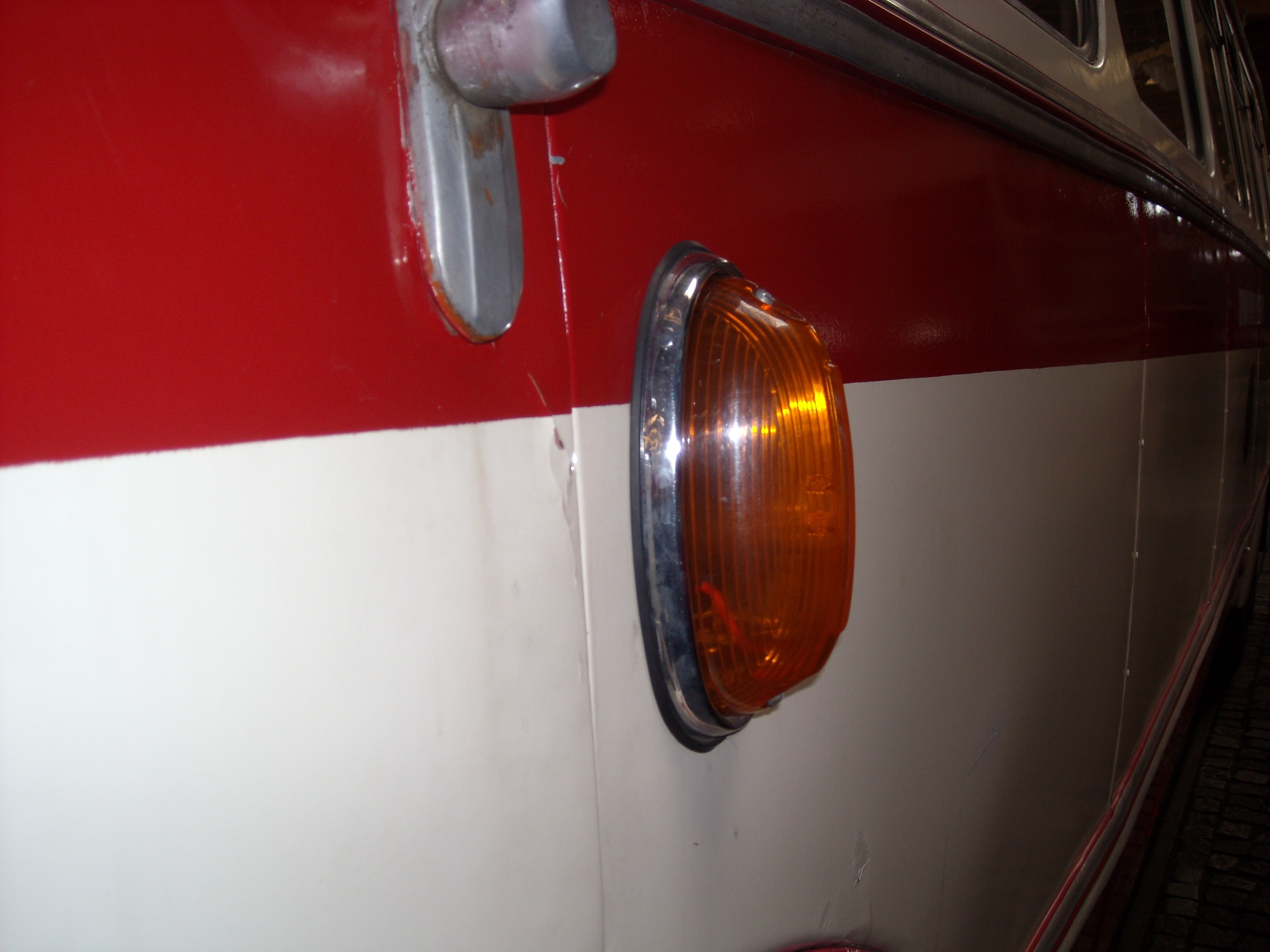
Světelná směrovka na autobusu Škoda 706 RTO
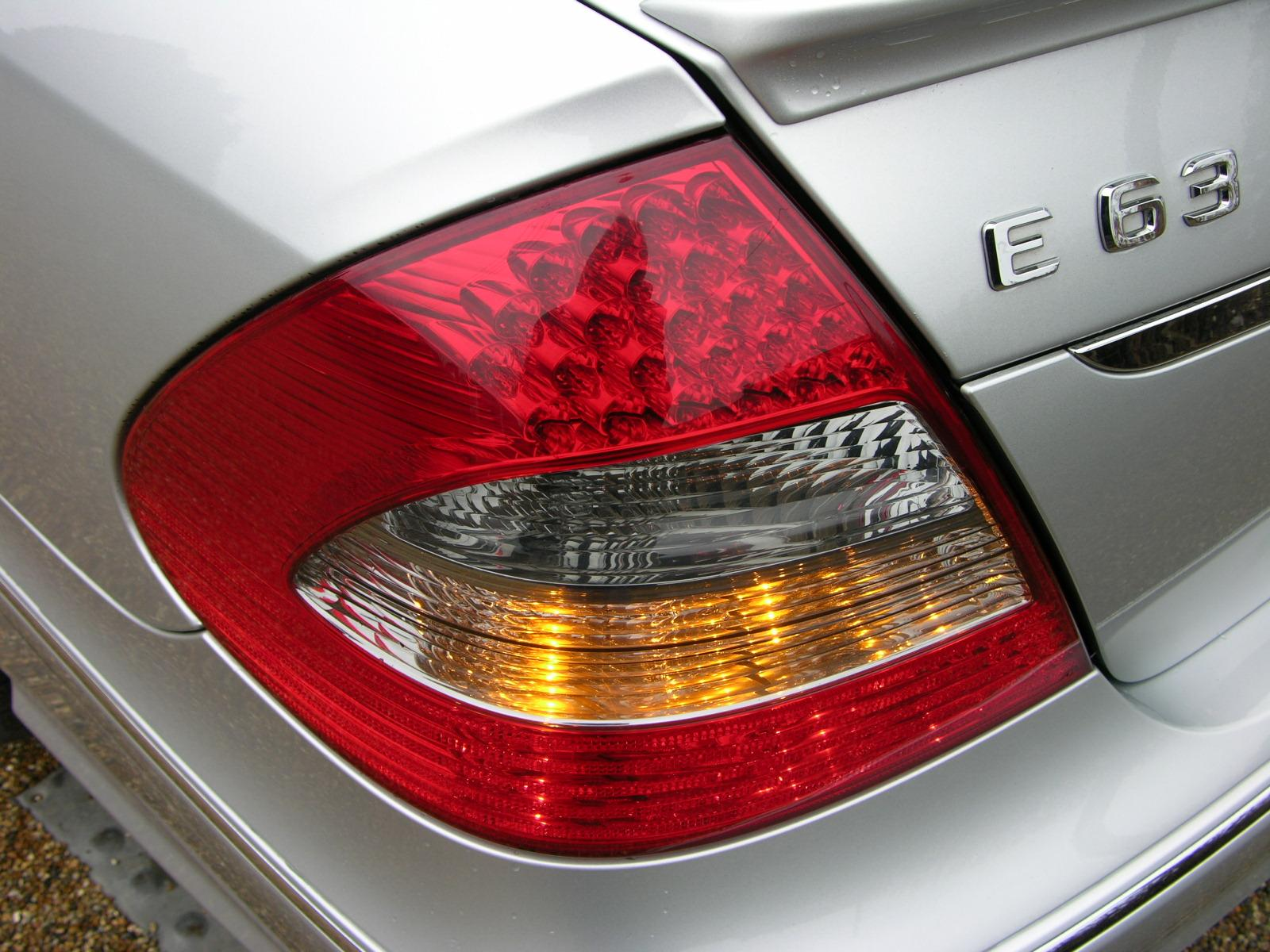
Směrové světlo jako součást sdružené zadní lampy na automobilu Mercedes-Benz W211 E 63 AMG
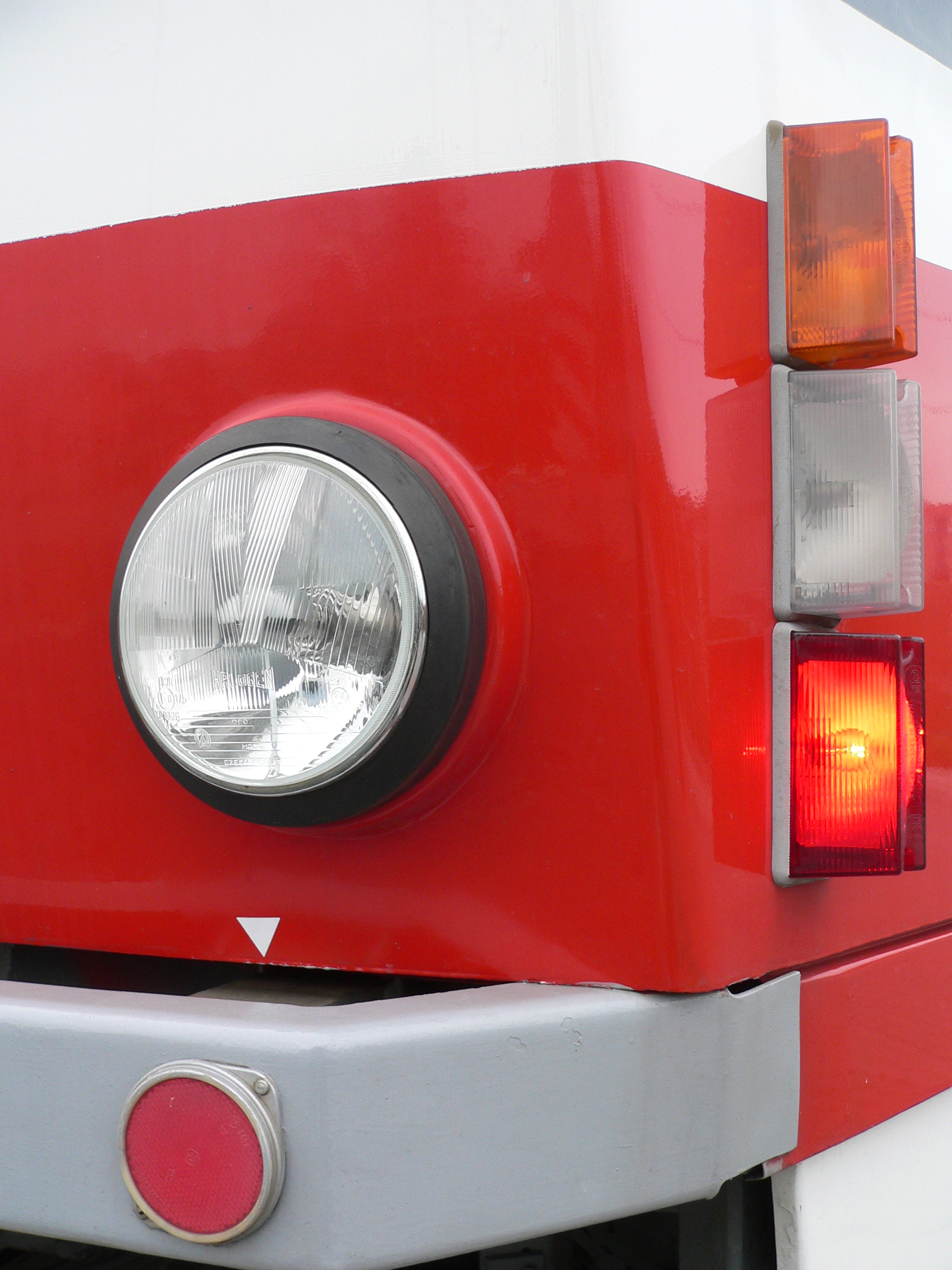
Soustava světel na obousměrné tramvaji Tatra KT8D5